# Delahaye Type 133
Der Delahaye Type 133 ist ein Omnibus-Modell. Hersteller war Automobiles Delahaye in Frankreich.

## Beschreibung
Delahaye stellte die Fahrzeuge von 1938 bis 1941 her. Es gab die Ausführungen Type 133, Type 133 H und Type 133 HA sowie eine Verbindung zum Delahaye Type 103. Zumindest eine Variante hatte 28 Sitzplätze.
Der normale Type 133 hat einen Sechszylinder-Ottomotor, Type 133 H und Type 133 HA einen Dieselmotor. Der Fahrer sitzt in Frontlenkerbauweise oberhalb des Motors.